# Избори у Републици Српској
Избори у Републици Српској се одржавају у складу са уставима и изборним законима Републике Српске и Босне и Херцеговине. Грађани тајним гласањем на директним изборима бирају српског члана Предсједништва Босне и Херцеговине, једну трећину посланика Представничког дома Парламентарне скупштине БиХ, предсједника и потпредсједнике Републике Српске, народне посланике Народне скупштине Републике Српске, одборнике скупштина градова или општина, начелнике општина или градоначелнике, те чланове савјета мјесних заједница. Делегати Дома народа Парламентарне скупштине БиХ из Републике Српске, делегати Вијећа народа РС, одборници Скупштине Града Источног Сарајева, градоначелници Источног Сарајева и Брчко Дистрикта бирају се индиректно од стране изабраних народних посланика или одборника.
Први избори на простору данашње Републике Српске и БиХ одржани су за вријеме аустроугарске власти 1910. године за Земаљски сабор Босне и Херцеговине. За вријеме Краљевине Југославије одржано је укупно седам избора за Народну скупштину те државе. Први вишестраначки избори након Другог свјетског рата одржани су тек 1990. године. Тада су бирани чланови предсједништва и скупштине на републичком нивоу, те одборници скупштина општина и града Сарајева. Након рата (1992—1995) у Босни и Херцеговини, 1996. године су одржани први избори на којима су грађани Републике Српске директно бирали своје представнике за институције овог ентитета.
Мандат свих изабраних представника траје четири године. Општи и локални избори се одржавају наизмјенично сваке двије године. Сви представници се бирају у једном кругу избора. На изборима за Представнички дом Парламентарне скупштине БиХ у Републици Српској постоје 3 изборне јединице, а бира се 14 од укупно 42 посланика (остали се бирају у Федерацији БиХ). На изборима за Народну скупштину РС постоји 9 изборних јединица, а бирају се укупно 83 посланика. Расподјела посланичких мандата врши се по Сент Лагијевом методу са изборним прагом од 3%. У Народној скупштини РС морају бити заступљена најмање 4 посланика из реда сваког од три конститутивна народа (Срба, Бошњака и Хрвата). Предсједник и потпредсједници Републике Српске се бирају из различитих народа.
Бирачко право има сваки пунољетни држављанин РС и БиХ који је уписан у централни бирачки списак. Органи за спровођење избора су Централна изборна комисија Босне и Херцеговине, Републичка изборна комисија, градске изборне комисије, општинске изборне комисије и бирачки одбори. Гласање се може вршити на редовним бирачким мјестима или путем мобилног тима (у РС), у одсуству (у Федерацији БиХ), те поштом или у дипломатско-конзуларним представништвима (у иностранству).

## Општи избори
Општи избори у Републици Српској одржавају се у оквиру општих избора у Босни и Херцеговини, а обухватају изборе за Народну скупштину Републике Српске, изборе за предсједника и потпредсједнике Републике Српске, изборе за Представнички дом Парламентарне скупштине Босне и Херцеговине, те изборе за Предсједништво Босне и Херцеговине. До сада су одржани седам пута (1996, 1998, 2000, 2002, 2006, 2010. и 2014). Године 2000. нису одржани избори за Предсједништво БиХ, јер је мандат члановима предсједништва раније продужен на 4 године.
| Општи избори                               | Бр. бирача са правом гласа | Бр. бирача који су гласали | Одзив (%) |
| ------------------------------------------ | -------------------------- | -------------------------- | --------- |
| 2000.                                      | 1.104.969                  | 676.989                    | 61,27%    |
| 2002.                                      | 1.018.051                  | 538.365                    | 52,88%    |
| 2006.                                      | 1.036.731                  | 591.926                    | 57,10%    |
| 2010.                                      | 1.194.622                  | 671.296                    | 56,19%    |
| 2014.                                      | 1.243.265                  | 706.711                    | 56,84%    |
| Извори: Стат. год. Реп. Српске, 2014 и ЦИК |                            |                            |           |

### Избори за Народну скупштину Републике Српске
Од укупно 83 посланичка мандата у Народној скупштини Републике Српске, њих 63 (директна мандата) се додјељују сразмјерно броју освојених гласова на отвореним листама у свакој од 9 изборних јединица. Преосталих 20 (компензационих) мандата се додјељују сразмјерно укупном броју гласова који политички субјекти освоје у цијелој Републици Српској. Компензациони мандати се појединачним кандидатима додјељују према редослиједу који политички субјекти одреде прије избора (затворене листе). Расподјела мандата се од 1998. године врши по Сент Лагијевом методу. Од 2000. године гласа се на отвореним листама, када су уведене и вишечлане изборне јединице. Заступљеност свих конститутивних народа од 2002. године обезбијеђена је чланом 71. Устава Републике Српске, по којем најмање по 4 посланика морају бити из реда сваког од та три народа. Исте године је мандат посланика продужен са двије на четири године. Од избора 2006. године уведен је изборни праг од 3% на нивоу ентитета.
У изборној јединици 1 бира се 7 посланика, а састоји се од града Приједора и општина: Крупа на Уни, Нови Град, Козарска Дубица, Оштра Лука и Костајница. У изборној јединици 2 бира се такође 7 посланика, а састоји се од општина: Градишка, Лакташи, Србац и Прњавор. У изборној јединици 3 бира се 12 посланика, а састоји се од града Бање Луке и општина: Петровац, Челинац, Источни Дрвар, Рибник, Мркоњић Град, Језеро, Кнежево, Котор Варош, Шипово и Купрес. У изборној јединици 4 бирају се 4 посланика, а састоји се од општина Дервента, Брод, Вукосавље и Модрича. У изборној јединици 5 бира се 6 посланика, а састоји се од града Добоја и општина: Петрово и Теслић. У изборној јединици 6 бира се 9 посланика, а састоји се од града Бијељине и општина: Шамац, Доњи Жабар, Пелагићево, Лопаре, Угљевик, те бирача из Брчко Дистрикта који су регистровани за гласање у Републици Српској. У изборној јединици 7 бира се 7 посланика, а састоји се од општина: Осмаци, Зворник, Шековићи, Власеница, Братунац, Сребреница и Милићи. У изборној јединици 8 бирају се 4 посланика, а састоји се од општина: Соколац, Хан Пијесак, Источна Илиџа, Источни Стари Град, Источно Ново Сарајево, Трново, Пале и Рогатица. У изборној јединици 9 бира се 7 посланика, а састоји се од града Требиња и општина: Вишеград, Источни Мостар, Невесиње, Калиновик, Гацко, Фоча, Ново Горажде, Чајниче, Рудо, Берковићи, Љубиње и Билећа.

#### Избори 2014.
| СНСД (29) СДС – ПУП – СРС РС (24) |  | ДНС – НС – СРС (8) ПДП (7) |  | Домовина (5) НДП (5) СП (5) |

На посљедњим изборима за Народну скупштину Републике Српске, који су одржани 2014. године, највише гласова добили су кандидати Савеза независних социјалдемократа, затим слиједе кандидати коалиција предвођених Српском демократском странком и Демократским народним савезом, а мандате су још освојили кандидати Партије демократског прогреса, Коалиције Домовина, Народног демократског покрета и Социјалистичке партије.
| Политички субјекат                | Број гласова | %     | Број мандата | Број мандата   | Број мандата | Број мандата |
| Политички субјекат                | Број гласова | %     | Директних    | Компензационих | Укупно       | +/–          |
| --------------------------------- | ------------ | ----- | ------------ | -------------- | ------------ | ------------ |
| Савез независних социјалдемократа | 213.665      | 32,28 | 24           | 5              | 29           | 8            |
| СДС — ПУП — СРС РС                | 173.824      | 26,26 | 20           | 4              | 24           | 4            |
| ДНС — НС — СРС                    | 61.016       | 9,22  | 6            | 2              | 8            | 2            |
| Партија демократског прогреса     | 48.845       | 7,38  | 6            | 1              | 7            | 0            |
| Коалиција Домовина                | 34.583       | 5,22  | 3            | 2              | 5            | 3            |
| Народни демократски покрет        | 33.977       | 5,13  | 3            | 2              | 5            | 0            |
| Социјалистичка партија            | 33.695       | 5,09  | 1            | 4              | 5            | 2            |
| Остали                            | 62.305       | 9,42  | -            | -              | -            | 3            |
| Укупно                            | 661.910      | 100   | 63           | 20             | 83           | 0            |
| Неважећи гласови                  | 44.801       | -     | -            | -              | -            | -            |
| Извор: ЦИК                        |              |       |              |                |              |              |

#### Претходни избори
До сада је одржано укупно 8 избора за парламент Републике Српске. Од тога су 7 били редовни и једни ванредни (1997. године). Први од досадашњих 9 сазива чинила су 83 посланика која су изабрана у Скупштину СР БиХ на изборима 1990. године. Наредних 8 сазива бирано је на директним изборима за Народну скупштину Републике Српске, а број посланика је остао исти.
До сада је само 9 политичких субјеката успијевало на бар једним изборима да освоји 10 и више посланичких мандата. Од тога 7 су биле политичке партије (СДС, СНСД, ПДП, СРС РС, СП, СДА и СНС РС) а преостала 2 су биле коалиције у чијим саставима су тада биле неке од наведених партија (Коалиција за цјеловиту и демократску БиХ, те Народни савез за слободан мир). Најбоље резултате остварили су СДС 1996. године освојивши апсолутну већину од 45 мандата и СНСД десет година касније освојивши 41 мандат.
| Број мандата | Број мандата | Број мандата | Број мандата | Број мандата | Број мандата | Број мандата | Број мандата | Број мандата |
| Политички субјекат | 1996.        | 1997.        | 1998.        | 2000.        | 2002.        | 2006.        | 2010.        | 2014.        |
| --- | ------------ | ------------ | ------------ | ------------ | ------------ | ------------ | ------------ | ------------ |
| СДС | 45           | 24           | 19           | 31           | 26           | 17           | 18           | 24*          |
| СНСД | -            | 2            | 6            | 11           | 19           | 41           | 37           | 29           |
| ПДП | -            | -            | -            | 11           | 9            | 8            | 7            | 7            |
| СРС РС | 6            | 15           | 11           | -            | 4            | 2            | 1            | *            |
| СП | -            | 9            | 10           | 4            | 3            | 3            | 4*           | 5            |
| СДА | 14           | -            | -            | 6            | 6            | 3            | 2            | -            |
| КЦД БиХ | -            | 16           | 15           | -            | -            | -            | -            | -            |
| СНС РС | -            | 15           | 12           | 2            | 1            | -            | -            | -            |
| ДНС | -            | -            | -            | 3            | 3            | 4            | 6            | 8*           |
| СДП БиХ | 2*           | 2            | 2            | 4            | 3            | 1            | 3            | -            |
| СзБиХ | 2            | -            | -            | 4            | 4            | 4            | -            | -            |
| НСзСМ | 10           | -            | -            | -            | -            | -            | -            | -            |
| КД | -            | -            | -            | -            | -            | -            | -            | 5            |
| НДП | -            | -            | -            | -            | -            | -            | -            | 5            |
| ДСП | -            | -            | -            | 4            | -            | -            | -            | -            |
| ДПС | 2            | -            | -            | -            | 1            | -            | -            | -            |
| РС РС | -            | -            | 3            | -            | -            | -            | -            | -            |
| НХИ | -            | -            | 1*           | 1            | 1            | -            | -            | -            |
| ДП | -            | -            | -            | -            | -            | -            | 3            | -            |
| СКзРС | -            | -            | 2            | -            | -            | -            | -            | -            |
| ПСРС | -            | -            | -            | 1            | 1            | -            | -            | -            |
| ДСРС | -            | -            | -            | 1            | 1            | -            | -            | -            |
| НДС | -            | -            | -            | -            | -            | -            | 2            | -            |
| ССК | 1            | -            | -            | -            | -            | -            | -            | -            |
| СПаС | 1            | -            | -            | -            | -            | -            | -            | -            |
| ХДЗ БиХ | -            | -            | 1            | -            | -            | -            | -            | -            |
| КзКиО | -            | -            | 1            | -            | -            | -            | -            | -            |
| СНП | -            | -            | -            | -            | 1            | -            | -            | -            |
| Напомене: - Године 1996. СДП БиХ је наступила у коалицији са УБСД, ХСС и МБО; - Године 1998. НХИ је наступила у коалицији са ХКДУ; - Године 2010. СП је наступила у коалицији са ПУП; - Године 2014. СДС је наступила у коалицији са СРС РС и ПУП; - Године 2014. ДНС је наступила у коалицији са НС и СРС; |              |              |              |              |              |              |              |              |
| Извори: Стат. год. Реп. Српске, 2013 и ЦИК |              |              |              |              |              |              |              |              |

### Избори за предсједника и потпредсједнике Републике Српске
До 2002. године Република Српска је имала предсједника и једног потпредсједника, чији мандати су трајали по двије године. Предсједник и потпредсједник су до тада кандидовани заједно на истој листи, као кандидати истог политичког субјекта. Од избора 2002. године се бирају два потпредсједника РС, а мандати су продужени на четири године. Бирач може да гласа само за једног кандидата, а сваки кандидат за предсједника је истовремено и потенцијални кандидат за потпредсједника. Бирају се три кандидата из редова различитих народа који добију највећи број гласова. Предсједник постаје онај кандидат који добије највећи број гласова, а преостала два кандидата постају потпредсједници.

#### Избори 2014.
На посљедњим изборима за Предсједника и потпредсједнике Републике Српске, који су одржани 2014. године, побиједио је кандидат коалиције предвођене Савезом независних социјалдемократа Милорад Додик, а потпредсједници су постали Рамиз Салкић, кандидат коалиције Домовина и Јосип Јерковић, кандидат коалиције предвођене Хрватском демократском заједницом БиХ.
| Кандидат              | Политички субјекат                      | Број гласова | %      | Изабран / Није изабран |
| --------------------- | --------------------------------------- | ------------ | ------ | ---------------------- |
| Милорад Додик         | СНСД — ДНС — СП                         | 303.496      | 45,39  | Предсједник            |
| Огњен Тадић           | Савез за промјене                       | 296.021      | 44,28  | није изабран           |
| Рамиз Салкић          | Коалиција Домовина                      | 24.994       | 3,63   | Потпредсједник         |
| Сејфудин Токић        | Странка демократске активности          | 11.312       | 1,69   | није изабран           |
| Драгомир Јовичић      | Странка праведне политике               | 7.569        | 1,13   | није изабран           |
| Енес Суљкановић       | Социјалдемократска партија БиХ          | 6.809        | 1,02   | није изабран           |
| Јосип Јерковић        | ХДЗ БиХ — ХСС — ХКДУ — ХСП ХБ           | 6.562        | 0,98   | Потпредсједник         |
| Емил Влајки           | Партија економске и социјалне правде    | 3.202        | 0,47   | није изабран           |
| Амир Хорић            | Босанскохерцеговачка патриотска странка | 2.216        | 0,33   | није изабран           |
| Остали                | Остали                                  | 7.047        | 1,05   | нису изабрани          |
| Укупно важећи гласови | Укупно важећи гласови                   | 668.528      | 100,00 | -                      |
| Неважећи гласови      | Неважећи гласови                        | 38.108       | -      | -                      |
| Извор: ЦИК            |                                         |              |        |                        |

#### Претходни избори
Први предсједник Републике Српске био је Радован Караџић, који је изабран индиректно, од стране посланика првог сазива Народне скупштине. Након тога је одржано 8 директних предсједничких избора у Републици Српској, од којих су 7 били редовни и једни пријевремени (2007. године). Најубједљивију побједу остварила је Биљана Плавшић 1996. године са 59,2% освојених гласова, затим Милорад Додик 2010. године са 50,5%, па Мирко Шаровић 2000. године са 49,8% гласова. Најнеизвјеснији избори били су 2014. године када је разлика између два кандидата са највећим бројем гласова износила 1,1%, те 1998. године 4,9%.
| Избори                                     | Кандидати са више од 10% гласова                                     | Изабрани предсједник | Изабрани потпредсједници        |
| ------------------------------------------ | -------------------------------------------------------------------- | -------------------- | ------------------------------- |
| 1996.                                      | Биљана Плавшић (59,2%), Абид Ђозић (18,3%), Живко Радишић (15,6%)    | Биљана Плавшић       | Драгољуб Мирјанић               |
| 1998.                                      | Никола Поплашен (43,9%), Биљана Плавшић (39,0%)                      | Никола Поплашен      | Мирко Шаровић                   |
| 2000.                                      | Мирко Шаровић (49,8%), Милорад Додик (25,7%)                         | Мирко Шаровић        | Драган Чавић                    |
| 2002.                                      | Драган Чавић (35,9%), Милан Јелић (22,1%)                            | Драган Чавић         | Адил Османовић, Иван Томљеновић |
| 2006.                                      | Милан Јелић (48,9%), Драган Чавић (29,4%)                            | Милан Јелић          | Адил Османовић, Давор Чордаш    |
| 2007.                                      | Рајко Кузмановић (41,3%), Огњен Тадић (33,8%), Младен Иванић (16,9%) | Рајко Кузмановић     | -                               |
| 2010.                                      | Милорад Додик (50,5%), Огњен Тадић (35,9%)                           | Милорад Додик        | Енес Суљкановић, Емил Влајки    |
| 2014.                                      | Милорад Додик (45,4%), Огњен Тадић (44,3%)                           | Милорад Додик        | Рамиз Салкић, Јосип Јерковић    |
| Извори: Стат. год. Реп. Српске, 2013 и ЦИК |                                                                      |                      |                                 |

### Избори за Парламентарну скупштину Босне и Херцеговине
Правила за избор посланика у Представнички дом Парламентарне скупштине БиХ су слична као за избор посланика у Народну скупштину РС. Највеће разлике су у броју мандата и изборних јединица. У Републици Српској се за ову институцију на директним изборима бира 14 посланика. Од тога њих 9 (директни мандати) се бира на отвореним листама у 3 изборне јединице, а преосталих 5 (компензациони мандати) се додјељују са затворених листа сразмјерно укупном броју гласова који политички субјекти освоје на нивоу цијелог ентитета. Слично као и за Народну скупштину РС, расподјела мандата се од 1998. године врши по Сент Лагијевом методу, отворене листе и вишечлане изборне јединице су уведене 2000. године, а цензус од 3% на нивоу Републике од 2006. године.
У свим изборним јединицама бирају се по 3 посланика. Изборна јединица 1 састоји се од градова и општина које припадају изборним јединицама 1, 2 и 3 за Народну скупштину Републике Српске. Изборна јединица 2 састоји се од градова и општина које припадају изборним јединицама 4, 5 и 6, а изборна јединица 3 од градова и општина које припадају изборним јединицама 7, 8, и 9 за Народну скупштину Републике Српске.

#### Избори 2014.
На посљедњим изборима за Представнички дом Парламентарне скупштине БиХ, који су одржани 2014. године, највише гласова у Републици Српској добили су кандидати Савеза независних социјалдемократа и кандидати Српске демократске странке. Мандате су још освојиле коалиције предвођене Партијом демократског прогреса и Демократским народним савезом, те Странка демократске акције.
| Партија                           | Број гласова | %     | Број мандата | Број мандата   | Број мандата | Број мандата |
| Партија                           | Број гласова | %     | Директних    | Компензационих | Укупно       | +/–          |
| --------------------------------- | ------------ | ----- | ------------ | -------------- | ------------ | ------------ |
| Савез независних социјалдемократа | 249.182      | 38,48 | 5            | 1              | 6            | 2            |
| Српска демократска странка        | 211.562      | 32,67 | 4            | 1              | 5            | 1            |
| ПДП — НДП                         | 50.322       | 7,77  | -            | 1              | 1            | 0            |
| ДНС — НС — СРС                    | 37.052       | 5,72  | -            | 1              | 1            | 0            |
| Странка демократске акције        | 31.337       | 4,84  | -            | 1              | 1            | 1            |
| Остали                            | 68.160       | 10,52 | -            | -              | -            | 0            |
| Укупно                            | 647.615      | 100   | 9            | 5              | 14           | 0            |
| Неважећи гласови                  | 58.809       | -     | -            | -              | -            | -            |
| Извор: ЦИК                        |              |       |              |                |              |              |

#### Претходни избори
До сада је у Републици Српској одржано 7 избора за Представнички дом Парламентарне скупштине Босне и Херцеговине. Једина политичка партија која је успијевала да освоји мандате на свих 7 избора је Српска демократска странка. Поред њих, највише успјеха до сада имали су Савез независних социјалдемократа, Странка демократске акције и Партија демократског прогреса, које су освајале мандате више од 4 пута. Мандате је освајало још 7 политичких партија и 3 коалиције у чијим саставима су тада биле неке од ових партија (Коалиција Слога, Коалиција за цјеловиту и демократску БиХ и Народни савез за слободан мир). Највише мандата освојила је СДС 1996. године (9), затим СНСД 2010. године (8) и 2006. године (7).
| Број мандата | Број мандата | Број мандата | Број мандата | Број мандата | Број мандата | Број мандата | Број мандата | Број мандата |
| Политички субјекат | 1996.        | 1998.        | 2000.        | 2002.        | 2006.        | 2010.        | 2014.        |              |
| --- | ------------ | ------------ | ------------ | ------------ | ------------ | ------------ | ------------ | ------------ |
| СДС | 9            | 4            | 6            | 5            | 3            | 4            | 5            |              |
| СНСД | -            | -            | 1*           | 3            | 7            | 8            | 6            |              |
| СДА | 3            | -            | 1            | 1            | 1            | -            | 1            |              |
| ПДП | -            | -            | 2            | 2            | 1            | 1            | 1*           |              |
| КС | -            | 4            | -            | -            | -            | -            | -            |              |
| СРС РС | -            | 2            | -            | 1            | -            | -            | -            |              |
| КЦД БиХ | -            | 3            | -            | -            | -            | -            | -            |              |
| СзБиХ | -            | -            | 1            | 1            | 1            | -            | -            |              |
| ДНС | -            | -            | -            | -            | 1            | 1            | 1*           |              |
| НСзСМ | 2            | -            | -            | -            | -            | -            | -            |              |
| СП | -            | -            | 1            | 1            | -            | -            | -            |              |
| РС РС | -            | 1            | -            | -            | -            | -            | -            |              |
| СДП БиХ | -            | -            | 1            | -            | -            | -            | -            |              |
| СНС РС | -            | -            | 1            | -            | -            | -            | -            |              |
| Напомене: - Године 2000. СНСД је наступила у коалицији са ДСП; - Године 2014. ПДП је наступила у коалицији са НДП; - Године 2014. ДНС је наступио у коалицији са НС и СРС; |              |              |              |              |              |              |              |              |
| Извори: Стат. год. Реп. Српске, 2013 и ЦИК |              |              |              |              |              |              |              |              |

### Избори за Предсједништво Босне и Херцеговине
У Републици Српској се бира један од три члана Предсједништва Босне и Херцеговине. У Федерацији БиХ се бирају по један бошњачки и хрватски члан, а у РС српски. Мандат (српског) члана из Републике Српске добија кандидат који освоји највише гласова на директним изборима у овом ентитету. Чланови Предсједништва се од 1998. године бирају на мандат од четири године, а само 1996. године су бирани на двије. Четворогодишњи мандат је прво уведен за ову функцију, а тек у наредним годинама за остале. Предсједавајући члан се мијења сваких 8 мјесеци по принципу ротације.

#### Избори 2014.
| Графички приказ‍  | Графички приказ‍  | Графички приказ‍ | Графички приказ‍ | Графички приказ‍ |
| ---------------- | ---------------- | --------------- | --------------- | --------------- |
|                  |                  |                 |                 |                 |
| Младен Иванић    | Младен Иванић    |                 | 317.799         | 48,70%          |
| Жељка Цвијановић | Жељка Цвијановић |                 | 310.867         | 47,64%          |
| Горан Змијањац   | Горан Змијањац   |                 | 23.936          | 3,67%           |

На посљедњим изборима за српског члана Предсједништва БиХ, који су одржани 2014. године, побиједио је кандидат коалиције Савез за промјене, Младен Иванић.
| Кандидат              | Политички субјекат        | Број гласова | %     | Изабран / Није изабран |
| --------------------- | ------------------------- | ------------ | ----- | ---------------------- |
| Младен Иванић         | Савез за промјене         | 317.799      | 48,70 | изабран                |
| Жељка Цвијановић      | СНСД — ДНС — СП           | 310.867      | 47,64 | није изабрана          |
| Горан Змијањац        | Странка праведне политике | 23.936       | 3,67  | није изабран           |
| Укупно важећи гласови | Укупно важећи гласови     | 652.602      | 100   | -                      |
| Неважећи гласови      | Неважећи гласови          | 53.952       | -     | -                      |
| Извор: ЦИК            |                           |              |       |                        |

#### Претходни избори
У Републици Српској је одржано укупно 6 избора за члана Предсједништва БиХ. На свим досадашњим изборима су само по два кандидата успијевала да освоје више од 10% гласова. Најубједљивију побједу остварио је Момчило Крајишник на првим изборима 1996. године (67,3%). Натполовичну већину гласова добили су још Небојша Радмановић 2006. године (53,3%) и Живко Радишић 1998. године (51,3%). Најнеизвјеснији избори су били 2014. године када је разлика између два најбоље пласирана кандидата износила 1,1%, те 2010. године 1,6%.
| Избори                                     | Кандидати са више од 10% гласова                  | Изабрани члан      |
| ------------------------------------------ | ------------------------------------------------- | ------------------ |
| 1996.                                      | Момчило Крајишник (67,3%), Младен Иванић (30,0%)  | Момчило Крајишник  |
| 1998.                                      | Живко Радишић (51,3%), Момчило Крајишник (44,8%)  | Живко Радишић      |
| 2002.                                      | Мирко Шаровић (35,5%), Небојша Радмановић (19,9%) | Мирко Шаровић      |
| 2006.                                      | Небојша Радмановић (53,3%), Младен Босић (24,2%)  | Небојша Радмановић |
| 2010.                                      | Небојша Радмановић (48,9%), Младен Иванић (47,3%) | Небојша Радмановић |
| 2014.                                      | Младен Иванић (48,7%), Жељка Цвијановић (47,6%)   | Младен Иванић      |
| Извори: Стат. год. Реп. Српске, 2013 и ЦИК |                                                   |                    |

## Локални избори
Локални избори у Републици Српској, као и у цијелој Босни и Херцеговини, одржавају се сваке четврте године, али са размаком од двије године у односу на опште изборе. Изабрани представници од 2000. године имају четворогодишњи мандат, а само на првим локалним изборима након Дејтонског споразума, њихов мандат је био краћи. До 2004. године начелници свих општина и градоначелници су бирани индиректно од стране одборника, а од тада се већина њих бира директно на локалним изборима. Изузеци су градоначелник Источног Сарајева и градоначелник Брчко Дистрикта. Одборници градске скупштине Источног Сарајева се такође бирају индиректно од стране одборника 6 источносарајевских општина, који су изабрани на директним изборима. Грађани на директним изборима бирају укупно 57 начелника општина, 6 градоначелника и одборнике за укупно 64 општине или града у Републици Српској укључујући Брчко Дистрикт.
Начелник општине или градоначелник постаје онај кандидат који освоји највише гласова. Расподјела одборничких мандата се врши по Сент Лагијевом методу са изборним прагом од 3%, као што је то случај и са ентитетским и државним парламентом. Сви одборници се бирају на отвореним листама од 2000. године. Најмање једно одборничко мјесто је загарантовано припадницима националних мањина сваке изборне јединице (општине или града) у којој према задњем попису припадници свих националних мањина заједно учествују с више од 3% у укупном становништву. Према изборном закону Републике Српске број одборника скупштина општина, односно градова је сљедећи:
- по 11 одборника за општине које имају до 1.000 бирача,
- по 13 одборника за општине које имају од 1.000 до 3.000 бирача,
- по 15 одборника за општине које имају од 3.001 до 5.000 бирача,
- по 17 одборника за општине које имају од 5.001 до 8.000 бирача,
- по 19 одборника за општине које имају од 8.001 до 11.000 бирача,
- по 21 одборник за општине које имају од 11.001 до 13.000 бирача,
- по 23 одборника за општине које имају од 13.001 до 15.000 бирача,
- по 25 одборника за општине које имају од 15.001 до 20.000 бирача,
- по 27 одборника за општине које имају од 20.001 до 30.000 бирача,
- по 29 одборника за општине које имају од 30.001 до 50.000 бирача и
- по 31 одборник за градове и односно општине које имају више од 50.000 бирача уписаних у Централни бирачки списак.[19]

Поред редовних, у неким општинама Републике Српске су одржавани и пријевремени локални избори. Најчешће се ради о пријевременим изборима за начелнике општина усљед престанка мандата прије истека времена на које су изабрани, тј. прије сљедећих редовних локалних избора. Један од најчешћих разлога ранијег престанка мандата је опозив начелника од стране скупштинске већине у локалном парламенту. Мандат начелника изабраног на пријевременим изборима траје до истека текућег мандата органа изабраних на редовним изборима, тј. до сљедећих редовних локалних избора.

### Избори 2016.
На посљедњим локалним изборима у Републици Српској, који су одржани 2016. године, највише начелничких мандата добили су кандидати Савеза независних социјалдемократа (30), затим слиједе кандидати Српске демократске странке (11), па кандидати коалиције Савез за промјене (8), кандидати Демократског народног савеза (5), кандидати Социјалистичке партије (4) итд.
У 38 локалних скупштина највећи број одборничких мандата освојио је Савез независних социјалдемократа, а у 16 Српска демократска странка, док су у преосталих 10 локалних скупштина највећи број мандата освојили кандидати коалиција и других политичких партија.
| Политички субјекат              | Бр. освојених начелничких мандата | Бр. општина/градова са највише освојених гласова за одборнике |
| ------------------------------- | --------------------------------- | ------------------------------------------------------------- |
| СНСД                            | 30                                | 38                                                            |
| СДС                             | 11                                | 16                                                            |
| ДНС                             | 5                                 | 3                                                             |
| СП                              | 4                                 | -                                                             |
| ЗСД                             | 1                                 | -                                                             |
| ПДП                             | -                                 | 2                                                             |
| ХДЗ 1990                        | -                                 | 1                                                             |
| Коалиције и независни кандидати | 12                                | 4                                                             |
| Укупно                          | 63                                | 64                                                            |
| Извор: ЦИК                      |                                   |                                                               |

### Претходни избори
Редовни локални у Републици Српској до сада су одржани шест пута. Прва два пута су директно бирани само одборници локалних скупштина, а од 2004. године се, поред одборника, директно бирају и начелници општина или градоначелници. Начелничка мјеста су на директним изборима освајали кандидати 11 политичких партија, те независни и кандидати разних коалиција. Од политичких партија највише успјеха имале су Савез независних социјалдемократа и Српска демократска странка. Поред ове двије партије, још само су кандидати Демократског народног савеза освајали начелничке мандате на свим до сада одржаним директним изборима за ове функције. На локалним изборима који су одржани 1997. и 2000. године највећи број одборничких мандата освојили су кандидати Српске демократске странке.
| Број освојених начелничких мандата                                                                 | Број освојених начелничких мандата | Број освојених начелничких мандата | Број освојених начелничких мандата | Број освојених начелничких мандата |
| Политички субјекат                                                                                 | 2004.                              | 2008.                              | 2012.                              | 2016.                              |
| -------------------------------------------------------------------------------------------------- | ---------------------------------- | ---------------------------------- | ---------------------------------- | ---------------------------------- |
| СНСД                                                                                               | 15                                 | 36                                 | 17                                 | 30                                 |
| СДС                                                                                                | 34                                 | 16                                 | 27                                 | 11                                 |
| ДНС                                                                                                | 1                                  | 3                                  | 2                                  | 5                                  |
| СП                                                                                                 | 5                                  | 1                                  | -                                  | 4                                  |
| СДА                                                                                                | 2                                  | -                                  | 1                                  | -                                  |
| ПДП                                                                                                | 2                                  | -                                  | -                                  | -                                  |
| СДП БиХ                                                                                            | 1                                  | 1                                  | -                                  | -                                  |
| НДС                                                                                                | 1                                  | -                                  | 1                                  | -                                  |
| СРС РС                                                                                             | -                                  | -                                  | 1                                  | -                                  |
| СНС                                                                                                | -                                  | -                                  | 1                                  | -                                  |
| ЗСД                                                                                                | -                                  | -                                  | -                                  | 1                                  |
| Независни и кандидати коалиција                                                                    | 1                                  | 5                                  | 12                                 | 12                                 |
| Укупно                                                                                             | 62                                 | 62                                 | 62                                 | 63                                 |
| Излазност бирача                                                                                   | 49,28%                             | 58,36%                             | 57,04%                             | 59,49%                             |
| Напомена: - На локалним изборима 1997. и 2000. године начелници нису бирани на директним изборима; |                                    |                                    |                                    |                                    |
| Извор: ЦИК                                                                                         |                                    |                                    |                                    |                                    |

## Избори савјета мјесних заједница
Мјесне заједнице у Републици Српској имају своје савјете. Мандат чланова савјета траје четири године, а број чланова се креће од 5 до 11 у зависности од броја бирача у свакој мјесној заједници. Бирају се тајним гласањем на зборовима грађана, а потребан број присутних грађана на збору прописује се статутом града или општине. Изборе за чланове савјета расписују скупштине општина или градова најкасније 90 дана од конституисања локалних органа власти.

## Референдуми
Према закону о референдуму и грађанској иницијативи у Републици Српској приједлог за расписивање референдума могу поднијети предсједник Републике, Влада Републике Српске, најмање 30 народних посланика или најмање 10.000 бирача. Одлуку о расписивању доноси Народна скупштина Републике Српске већином гласова укупног броја народних посланика. Органи за спровођење референдума су комисија и гласачки одбор. Референдум је пуноважан ако је на њему гласала натполовична већина грађана који имају бирачко право, а референдумско питање је добило подршку ако се за њега изјаснила натполовична већина грађана која је гласала. Рок за доношење одговарајућег акта надлежног органа је шест мјесеци након одржавања референдума.
До сада су у Републици Српској одржана три референдума, а прије њих је 1991. године одржан референдум српског народа у Босни и Херцеговини, који је претходио настанку Републике. Организовала га је тадашња Скупштина српског народа у БиХ, која је касније промијенила назив у Народна скупштина Републике Српске. Након тога, за вријеме рата одржани су референдуми о Венс — Овеновом плану 1993. године и о мировном плану Контакт групе 1994. године, а 2016. године одржан је референдум о Дану Републике Српске. На референдуму 1991. већина (98%) од око 1.350.000 изашлих бирача се изјаснила за останак у заједничкој држави Југославији, док су оба приједлога мировних планова одбијена са више од 90% гласова против. На референдуму о Дану Републике Српске 99,8% од 679.021 изашлих гласача изјаснило се да се 9. јануар обиљежава и слави као Дан Републике Српске.

## Политичке кампање
Према изборном закону Републике Српске политичке странке, коалиције, листе независних кандидата и независни кандидати имају право водити изборну кампању у мирном окружењу, организовати и одржавати јавне скупове на којима могу слободно износити своје ставове како би стекли подршку бирача, штампати и дијелити плакате, постере и друге материјале у вези са изборном кампањом. За јавне скупове није потребно одобрење надлежног органа, већ га је довољно само о томе обавијестити 24 сата раније. Надлежни општински органи дужни су обезбиједити равноправан третман политичким субјектима у њиховим захтјевима да јавна мјеста и јавне објекте користе у сврху кампање. У периоду који почиње 24 часа прије отварања бирачких мјеста и траје до њиховог затварања, политичким субјектима је забрањено учествовање у јавним политичким активностима.

### Финансирање
Према изборном закону Босне и Херцеговине политичка странка и независни кандидат који учествују на изборима за органе власти Босне и Херцеговине на свим нивоима дужни су поднијети финансијске извјештаје Централној изборној комисији БиХ за период који почиње три мјесеца прије дана подношења пријаве за овјеру и за период од дана подношења пријаве за овјеру за изборе до дана овјере резултата избора. Максимално дозвољени износ за финансирање трошкова изборне кампање израчунава се сразмјерно броју бирача у свакој изборној јединици. Дио средстава за покриће трошкова изборне кампање за избор посланика обезбјеђује се у буџету Републике, а за избор одборника у буџету општине. Расподјела тих средстава врши се тако што једна трећина средстава припада странкама које имају посланике, односно одборнике у скупштинама, и то од тога 50% средстава се распоређује у једнаким износима свим странкама, а остатак средстава сразмјерно броју посланичких, односно одборничких мандата. Друга трећина средстава дијели се свим политичким странкама којима су потврђене изборне листе, а преостала трећина политичким странкама које освоје посланичке, односно одборничке мандате, сразмјерно броју освојених мандата у Народној скупштини, односно скупштини општине или града.

### Медијска покривеност и промоција
Медији у БиХ су обавезни праведно, професионално и стручно пратити изборне активности уз досљедно поштивање новинарског кодекса и демократских принципа и правила, посебно основног принципа слободе изражавања. У изборном закону БиХ поједини чланови закона посвећени су искључиво електронским медијима, који су дужни посебно водити рачуна о томе да се принципи уравнотежености, поштења и непристрасности поштују у информативним емисијама, поготово у емисијама актуелних вијести, затим у интервјуима, те у расправама о актуелним политичким темама, попут округлих столова и слично, које тематски нису у директној вези са изборним активностима политичких субјеката, али би могле имати утицај на расположење бирача. При објављивању резултата истраживања јавног мњења потребно је да медији наведу назив институције или име лица које је наручило и платило истраживање, назив и сједиште институције која је спровела истраживање, испитни узорак и могућност одступања у исходу истраживања, те период у којем је проведено истраживање. Резултати таквих истраживања се не смију објављивати 48 сати прије отварања бирачких мјеста.

## Гласање и посматрачи
Да би учествовала на изборима, политичка странка мора бити регистрована код надлежног органа. Поред тога, важан услов за овјеру у Централној изборној комисији БиХ је и достављање пријаве за учествовање на изборима, која садржи најмање: 3.000 потписа бирача уписаних у Централни бирачки списак за чланове Предсједништва Босне и Херцеговине и исто толико за посланике Представничког дома Парламентарне скупштине Босне и Херцеговине, 2.000 потписа за изборе народних посланика скупштине Републике Српске или за избор предсједника и потпредсједника Републике Српске. За учешће на локалним изборима потребно је 200 потписа у градовима и општинама које имају преко 10.000 бирача, док је за оне које имају мање потребно 100 потписа. Ако је број бирача мањи од 1.000, онда је потребно 5% потписа.
Бирачка мјеста одређује општинска изборна комисија најкасније 65 дана прије дана избора. Одређује се према броју бирача, узимајући у обзир удаљеност бирача од бирачког мјеста. Бирачко мјесто у правилу има до 800 бирача, а не може имати више од 1.000. Сви чланови бирачког одбора или њихови замјеници морају бити присутни током цијелог процеса гласања, укључујући утврђивање резултата гласања. Гласање траје непрекидно у току дана, са почетком у 7.00 сати и завршетком у 19.00 сати. Држављанин РС и БиХ који има бирачко право, а који је у иностранству, има право гласати поштом. Централна изборна комисија БиХ доноси прописе за гласање држављана БиХ који имају бирачко право, а који су везани за домове због старости, болести или инвалидитета, који су затвореници или су везани за установе. Након што од бирачких одбора добије сву документацију и материјале за изборе, општинска изборна комисија утврђује обједињене збирне резултате гласања проведеног на територији те општине за органе на свим нивоима власти за које су проведени избори и о томе саставља записник, који се подноси Централној изборној комисији БиХ у року од 24 сата након затварања бирачких мјеста. Након што Централна изборна комисија БиХ утврди и објави изборне резултате, општинска изборна комисија или политички субјекти могу захтијевати да Централна изборна комисија БиХ поновно броји гласачке листиће у одређеним изборним јединицама. Заштиту изборног права осигуравају изборне комисије и Апелациони одјел Суда Босне и Херцеговине.
Представници међународних посматрача, удружења грађана, политичких странака, коалиција, листи независних кандидата и независних кандидата могу посматрати све изборне активности у Босни и Херцеговини, под условом да се акредитују. Посматрачи имају приступ свим релевантним документима и јавним састанцима изборних комисија, могу у току цијелог периода изборног процеса у било које вријеме контактирати било које лице и имају приступ свим центрима за бирачки списак, бирачким мјестима и центрима за бројање и другим релевантним мјестима, како је утврдила Централна изборна комисија БиХ. Посматрач може стављати образложене примједбе на рад органа надлежних за провођење избора у писаној форми које се прилажу у записник о раду органа надлежног за провођење избора, на основу чега политички субјект може уложити приговор надлежном органу.